# Pfarrkirche Maria Neustift

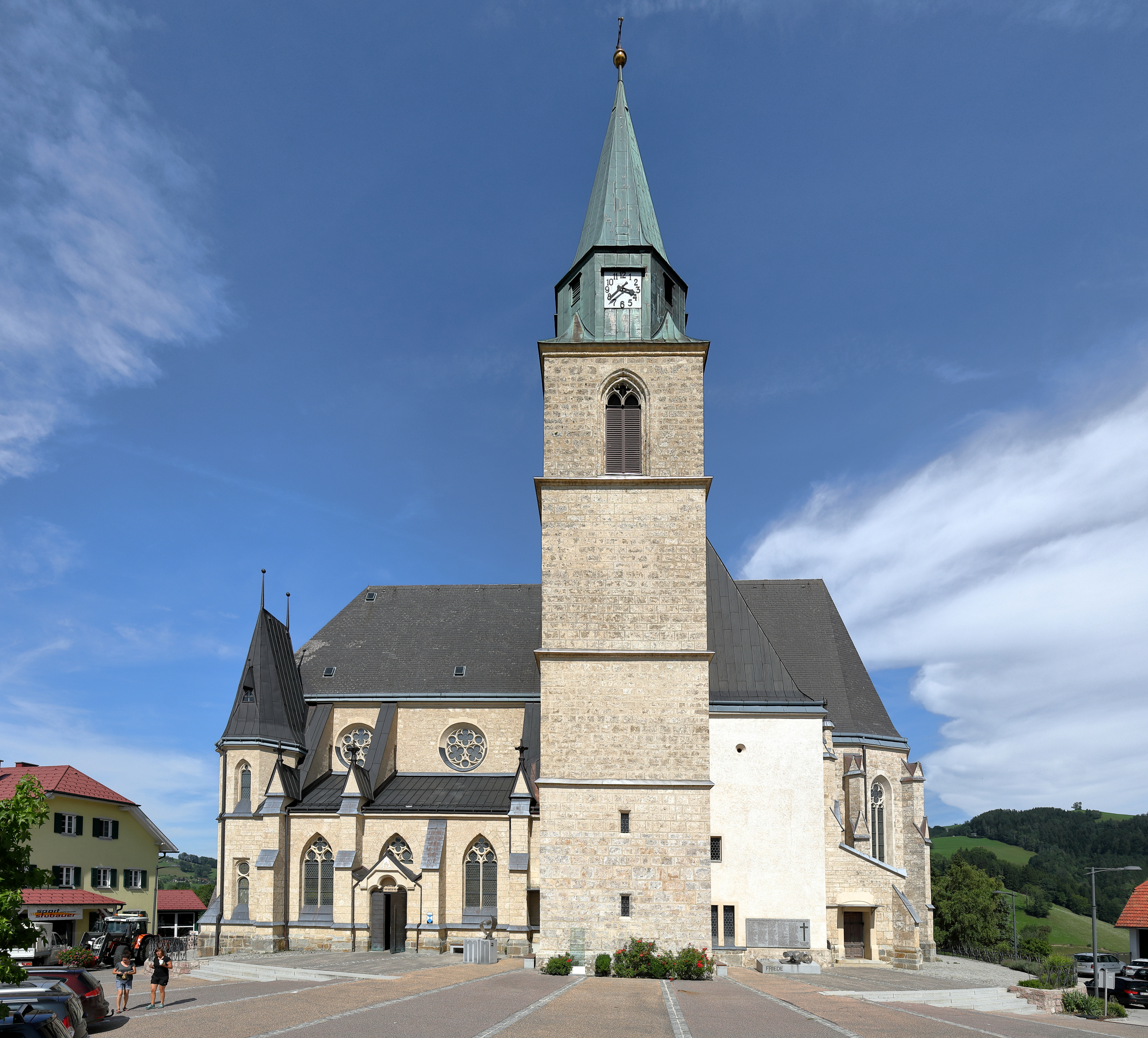
Pfarr- und Wallfahrtskirche hll. Maria und Oswald

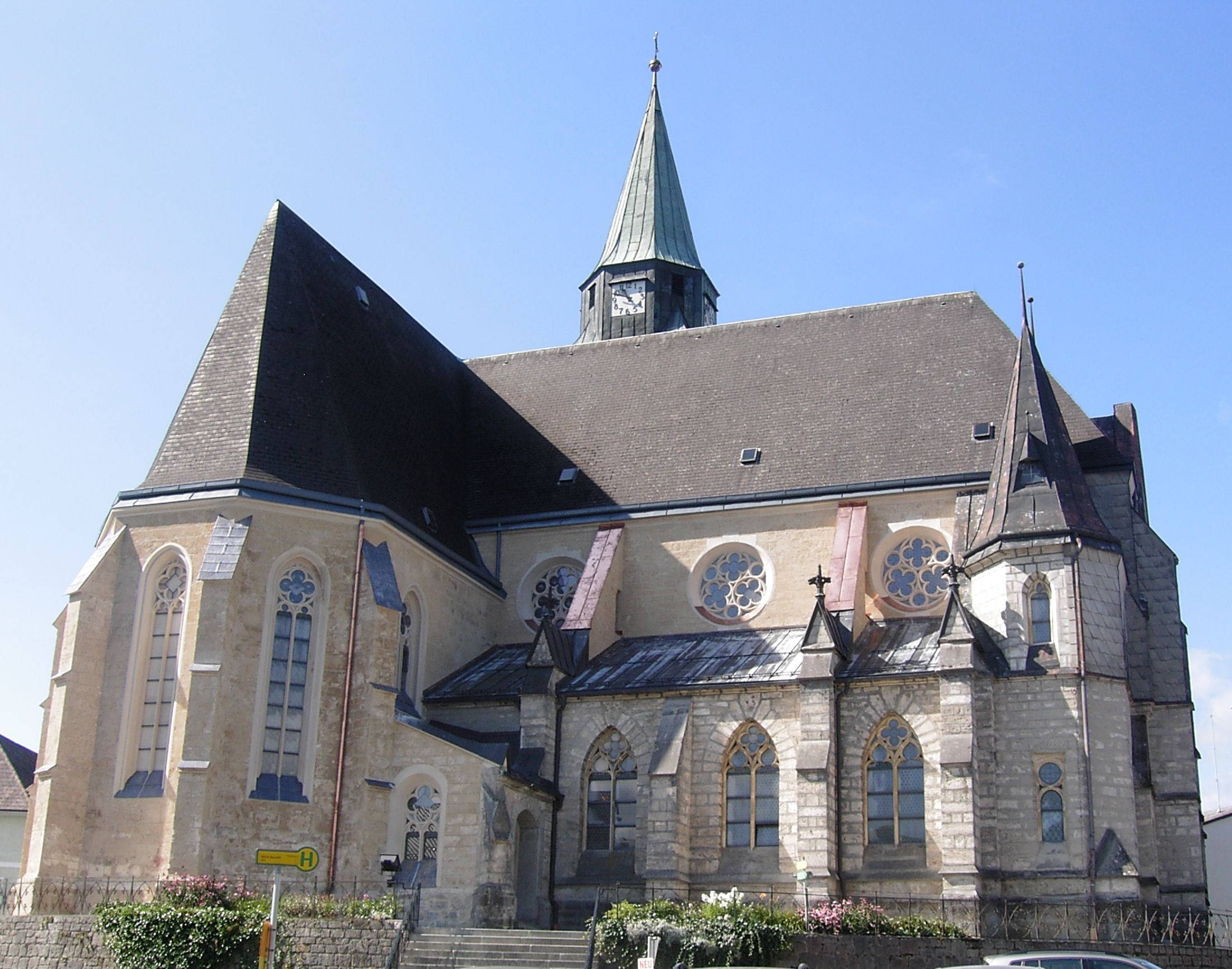
Nordostansicht der Kirche

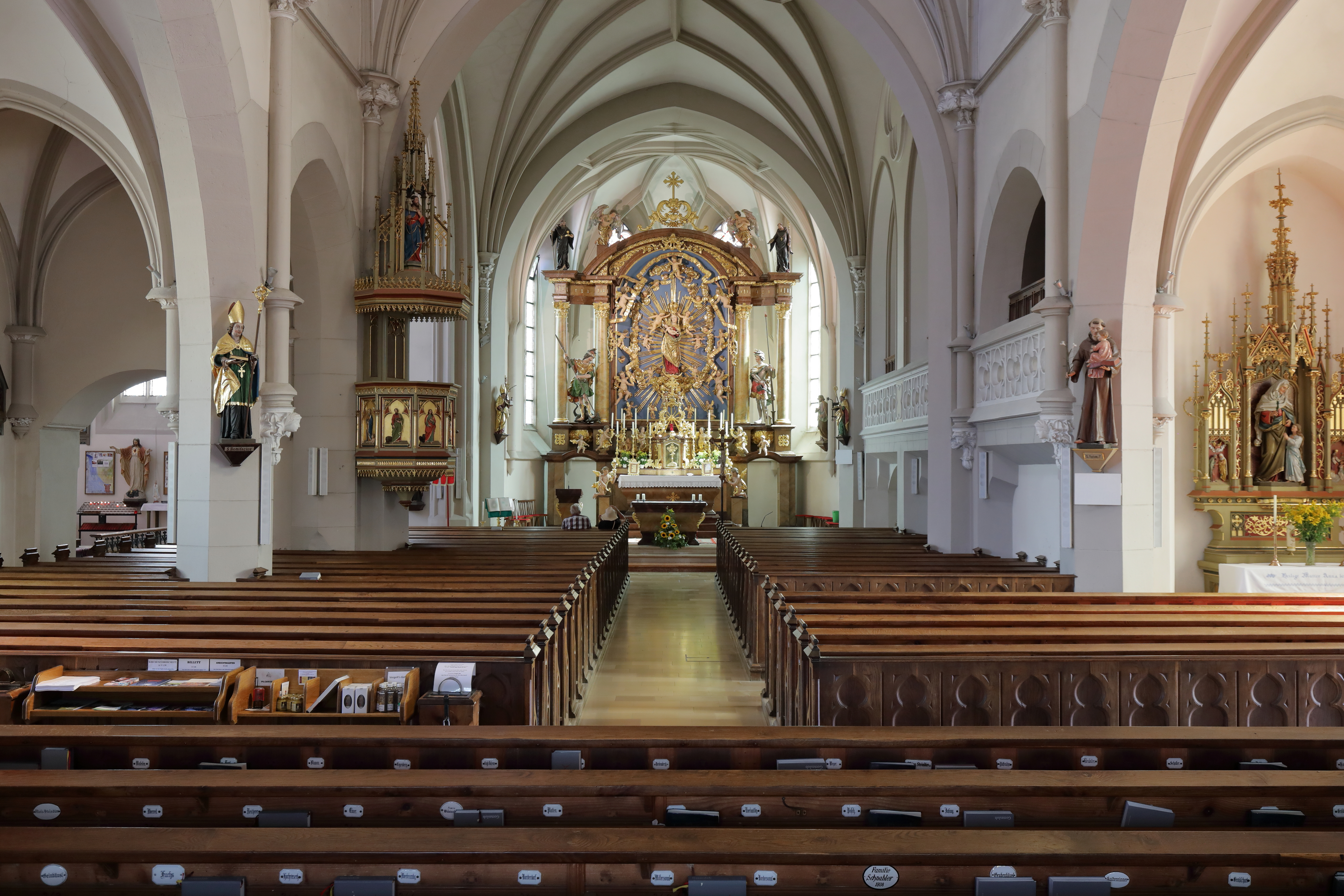
Innenansicht in Richtung Altarraum

Die römisch-katholische Pfarr- und Wallfahrtskirche Maria Neustift mit dem Doppel-Patrozinium Maria, Heil der Kranken und hl. Oswald steht im Ortszentrum der Gemeinde Maria Neustift im Bezirk Steyr-Land in Oberösterreich. Seit dem 1. Jänner 2023 gehört Maria Neustift als eine von 9 Pfarrteilgemeinden zur Pfarre Ennstal der Diözese Linz. Die Kirche steht unter Denkmalschutz.

## Geographie
Die unter der Pfarrnummer 4217 geführte Pfarrteilgemeinde betreut 1755 Katholiken (nach anderen Quellen 1803 Katholiken), die sich im Wesentlichen auf das Gemeindegebiet der politischen Gemeinde Maria Neustift verteilen. Zur Pfarrteilgemeinde gehören auch Teile der politischen Gemeinde Ertl im Bundesland Niederösterreich sowie kleine Teile der politischen Gemeinde Großraming in Oberösterreich. Im Nordwesten zählen einige Bewohner der politischen Gemeinde Neustift zur Nachbarpfarre St. Ulrich bei Steyr. Bis zum 31. Dezember 2022 bildete die Pfarre Maria Neustift zusammen mit den benachbarten Pfarren Großraming, Gaflenz, Kleinreifling und Weyer den Seelsorgeverband Weyer im Dekanat Weyer.  Nachbarpfarren in der Diözese St. Pölten sind die Pfarren Ertl und Waidhofen an der Ybbs.

## Geschichte
Um 1124 erbauten Mönche aus dem Benediktinerstift Garsten eine kleine Kapelle aus Holz. Um das Jahr 1200 wurde eine eigene Pfarre gegründet. 1490 wurde ein Kirchenbau aus Stein errichtet. Die Weihe dieses neuen Gotteshauses erfolgte 1493. Die Kirche war ursprünglich dem Hl. Oswald geweiht, Maria-Neustift war der Name der Gnadenstatue. Dadurch entstand auch das Patrozinium Maria, Heil der Kranken und auch der Name Maria Schnee.
Der barocke Gnadenaltar wurde im Jahr 1690 im Auftrag des Abts Anselm von Garsten errichtet. Nach einem Sturm entschloss man sich 1886 zum Neubau der Kirche. Nach Plänen  von Raimund Jeblinger wurde das Längsschiff und der Chor neu gebaut. Die Neueinweihung erfolgte 1898.
Im Jahr 1903 wurde die Lourdesgrotte gebaut. 1931 wurde der Turm neu gebaut. 1944 wurden die Kirchenglocken, als „Metallspende des deutschen Volkes“ eingeschmolzen – mit Hilfe von Spenden aus der Bevölkerung konnten 1951 neue Glocken installiert werden. In den Jahren 1971 bis 1974 wurde die Pfarrkirche außen komplett renoviert. 1982 bis 1983 erfolgte die Innenrenovierung. 1989 wurde eine neue Orgel installiert und 2001 die Lautsprecheranlage auf den neuesten Stand gebracht. Zwischen 2008 und 2014 wurde die Kirche außen renoviert.

## Kirchenbau
Die Kirche ist ein neugotischer Bau. Vom spätgotischen Bau sind nur noch der zweijochige Chor mit 3/8-Schluss von 1493 erhalten, der als östliche Seitenkapelle in den Neubau integriert wurde. Weiters stammen Teile des Turmes mit neuem Spitzhelm laut Steinmetzzeichen aus dem Jahr 1524.

## Ausstattung

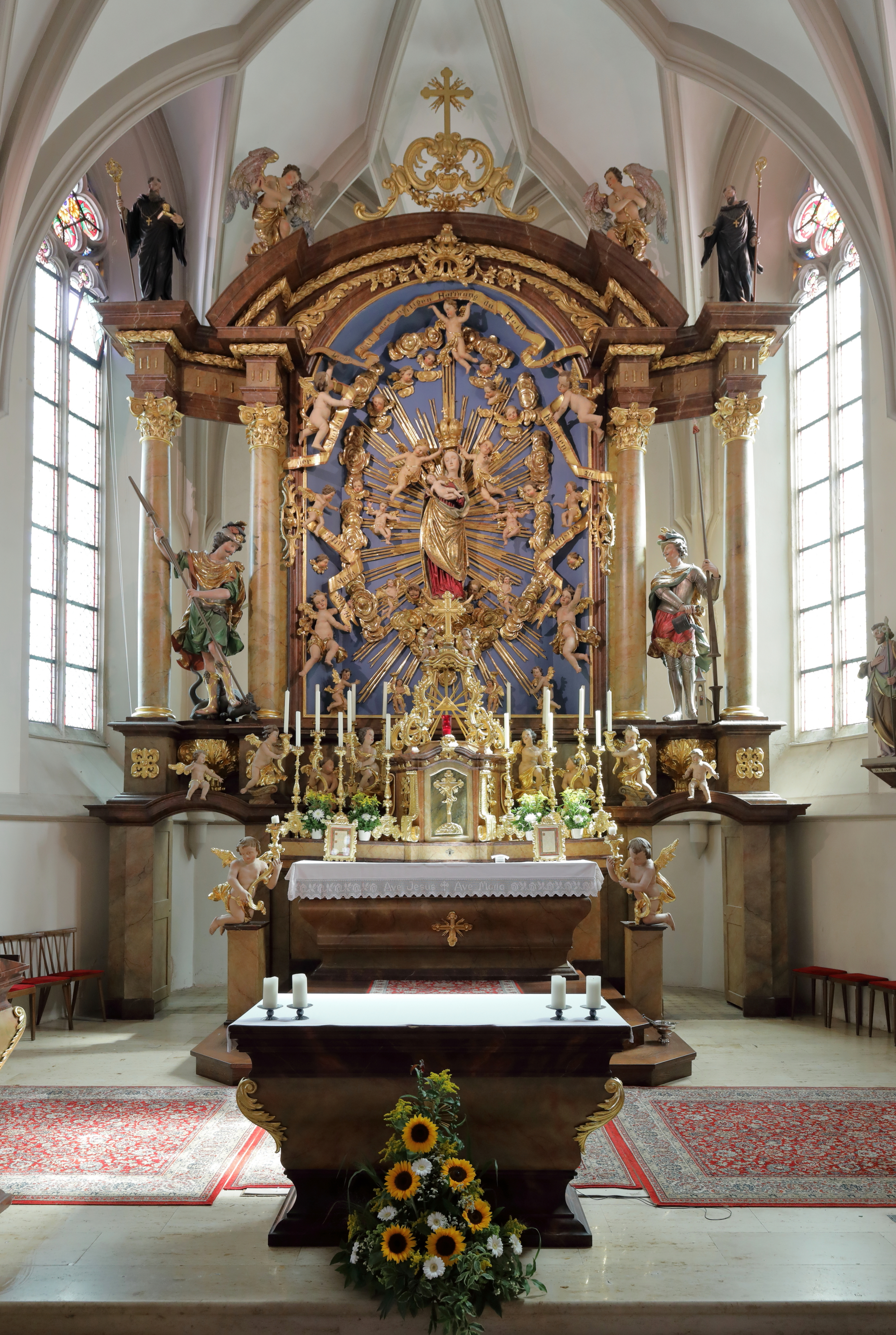
Hochaltar

Der Gnadenaltar wurde urkundlich in den Jahren 1688 bis 1690 errichtet und in den Jahren 1785 und 1908 verändert. Die Bildwerke malte Hans Spindler unter Mitarbeit seiner Gesellen Georg Ländterl und Urban Remele sowie des Tischlers Jakob Pokorny. Die fast lebensgroße Statue „Maria mit dem Kinde“, ein bedeutendes und fein empfundenes Werk von 1450, ist von einem Kranz von Wolken, Engeln und Strahlen umgeben. Das spätgotische Taufbecken weist gute Deckenmalereien aus dem dritten Viertel des 16. Jahrhunderts auf.